# Atriplex sphaeromorpha
Atriplex sphaeromorpha là loài thực vật có hoa thuộc họ Dền. Loài này được Iljin mô tả khoa học đầu tiên năm 1926.